# 弘前藩
弘前藩（日语：／ Hirosaki han */?）位於日本陸奧國北部（今青森縣弘前市）的一個藩。藩主是津輕氏，藩廳是弘前城。

## 歷史
津輕氏是南部氏的家臣。乘南部氏內部勢力混亂獨立起來。小田原征伐後，豐臣秀吉承認津輕氏為大名，領地擁有4萬7千石收入。經過多次的變動收入調整後，1808年寧親擁有10萬石。曾經歷多次內亂。

### 歷代藩主
津輕家
外樣　47,000石→46,000石→70,000石→100,000石
1. 為信（ - 1607年）
2. 信枚（1607年 - 1631年）
3. 信義（1631年 - 1655年）
4. 信政（1656年 - 1679年）
5. 信壽（1679年 - 1731年）
6. 信著（1731年 - 1744年）
7. 信寧（1744年 - 1784年）
8. 信明（1784年 - 1791年）
9. 寧親（1791年 - 1820年）
10. 信順（1820年 - 1839年）
11. 順承（1839年 - 1859年）
12. 承昭（1859年 - 1869年）

## 支藩

### 黑石藩
1656年，以5000石的旗本身份立藩。1809年因弘前藩石高增加，被獲封1萬石，成為了外樣大名。

#### 歷代藩主
津輕家
外樣　10,000石
1. 親足（1809年 - 1825年）
2. 順德（1825年 - 1839年）
3. 承保（1839年 - 1851年）
4. 承叙（1851年 - 1869年）